# Albert av Schwarzburg-Rudolstadt
Albert, född den 30 april 1798 i Rudolstadt, död där den 26 november 1869, var 1867-1869 regerande furste av Schwarzburg-Rudolstadt.

## Biografi
Albert var yngre son till furst Ludvig Fredrik II av Schwarzburg-Rudolstadt och dennes hustru, lantgrevinnan Karoline av Hessen-Homburg. Fadern dog redan 1807, varvid Alberts äldre bror, den då 14-årige Fredrik Günther blev ny furste, dock fram till 1814 under förmyndarskap av sin mor.
Albert gifte sig 1827 med Auguste av Solms-Braunfels (1804-1865), tillhörig en av de fursteätter vilka genom mediatiseringen i samband med Tysk-romerska rikets upplösning 1806 förlorat sina ställning som regerande dynastier. Paret fick fyra barn:
- Karl Günther (född och död 1828)
- Elisabeth (1833-1896), gift med Leopold III av Lippe
- Georg (1838-1890)
- Ernst Henrik (född och död 1848)

Då furst Fredrik Günther vid sin död 1867 inte efterlämnade någon legitim tronarvinge (han hade däremot en morganatisk son och flera oäkta barn) efterträdde den nu 69-årige Albert honom som regerande furste. Hans egen regering blev dock kort: han avled efter endast två år på tronen.